# 天鏡のアルデラミン (曲)
「天鏡のアルデラミン」（てんきょうのアルデラミン）は、岸田教団&THE明星ロケッツの楽曲。同バンドの5枚目のシングルとして2016年7月20日にワーナー・ブラザース・ホームエンターテイメントより発売された。

## 概要
岸田教団&THE明星ロケッツのシングルとしては前作「GATE II 〜世界を超えて〜」から約半年ぶりのリリースとなる。
本曲はテレビアニメ『ねじ巻き精霊戦記 天鏡のアルデラミン』のオープニングテーマに起用された。
販売形態はアーティスト盤（1000611362）、アニメ盤（1000611363）、通常盤（1000611364）の3種リリースで、アーティスト盤にはMVを収録したDVD、アニメ盤には同アニメのPVを収録したDVDがそれぞれ同封されている。

## 収録曲

### アーティスト盤・通常盤
CD
全作曲：岸田 / 全編曲：岸田教団&THE明星ロケッツ
1. 天鏡のアルデラミン
  - 作詞：岸田

テレビアニメ『ねじ巻き精霊戦記 天鏡のアルデラミン』オープニングテーマ
2. circus
  - 作詞：ichigo
3. 天鏡のアルデラミン （Instrumental）
4. circus （Instrumental）

DVD （アーティスト盤のみ）
1. 天鏡のアルデラミン MUSIC Video
2. 天鏡のアルデラミン TV-SPOT

### アニメ盤
CD
全作詞・作曲：岸田 / 全編曲：岸田教団&THE明星ロケッツ
1. 天鏡のアルデラミン
2. 天鏡のアルデラミン （TV-size）
3. 天鏡のアルデラミン （Instrumental）

DVD
1. TVアニメ「ねじ巻き精霊戦記 天鏡のアルデラミン」PV